# Rugeley
Rugeley är en stad och civil parish i Cannock Chase i Staffordshire i England. Orten har 17 749 invånare (2011). Byn nämndes i Domedagsboken (Domesday Book) år 1086, och kallades då Rugelie.